# قارچ‌های زنگاری کریپتومیکوکولاکومایستس
قارچ‌های زنگاری کریپتومیکوکولاکومایستس(نام علمی: Cryptomycocolacaceae) نام یک گونه از شاخه قارچ‌های چتری است.